# Seubersdorf in der Oberpfalz
Seubersdorf in der Oberpfalz település Németországban, azon belül Bajorországban. Lakosainak száma 5398 fő (2023. december 31.).

## Népesség
A település népessége az elmúlt években az alábbi módon változott:
| Lakosok száma | 347  | 784  | 2076 | 4456 | 4981 | 5055 | 5083 | 5119 | 5254 | 5398 |
|               | 1875 | 1950 | 1975 | 1987 | 2012 | 2014 | 2016 | 2017 | 2021 | 2023 |